# Thomas Rossmann

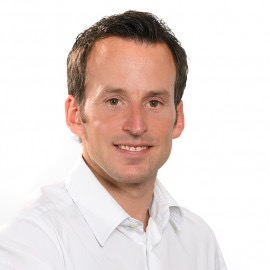
Thomas Rossmann

Thomas Rossmann (* 22. Juni 1983 in Graz) ist ein ehemaliger österreichischer Mittel- und Langstreckenläufer, der 19 österreichische und 48 steirische Titel im Laufsport und im Duathlon, 5 Weltmeistertitel bei Feuerwehr-Weltmeisterschaften sowie zahlreiche Siege bei über 200 Laufveranstaltungen erzielte.

## Werdegang
2007 belegte Thomas Rossmann bei steirischen Meisterschaften den 3. Platz im Crosslauf und im Jahr 2014 den 4. Platz im Berglauf. Bei allen weiteren teilgenommenen steirischen Meisterschaften konnte er den 1. Platz erreichen. In den Jahren 2008 bis 2016 gewann er 9 Mal in Folge die steirischen Crosslauf-Meisterschaften (Kurzdistanz), im Jahr 2011 sogar die Kurz- und Langdistanz.
Neben den großen Laufveranstaltungen in der Steiermark, die Thomas Rossmann teilweise schon mehrmals gewonnen hat und dabei als Rekordsieger und Streckenrekordhalter hervorgeht, konnte er auch auf nationaler und internationaler Ebene erfolgreich Gewinne verzeichnen.
2010 und 2012 gewann Thomas Rossmann fünf Weltmeistertitel bei den Feuerwehr-Weltmeisterschaften. Im Jahr 2012 nahm er zudem an der Berglauf-WM in Italien teil und belegte hierbei den 76. Platz.
Nach dem Einstieg in den Duathlon im Jahr 2014 wurde Thomas Rossmann 2015 und 2016 österreichischer Meister über die Duathlon-Sprintdistanz. In denselben Jahren gelang es ihm auch bei den Leichtathletikwettbewerben über 10.000 m Straßenlauf und im Crosslauf österreichischer Meister zu werden.
Insgesamt wurde er 19 Mal österreichischer und 48 Mal steirischer Meister in den Disziplinen Crosslauf, Berglauf, 3000 m, 5000 m, 10.000 m, Halbmarathon und Duathlon.
Bei den Duathlon-Europameisterschaften 2015 konnte Thomas Rossmann zudem in Holland und Spanien einen 15. und 3. Platz erreichen.
Im Februar 2017 gab Rossmann den Rücktritt vom Leistungssport bekannt.
2010 gründete Rossmann sein Unternehmen ROTO Immobilien, mit welchem er in der Immobilienbranche – und auch im Waschanlagen- und Tankstellenbereich tätig ist.
ROTO Immobilien hält sämtliche Immobilienbeteiligungen, denen Rossmann auch als Geschäftsführer vorsteht.

## Privates
Thomas Rossmann wuchs in St. Peter am Ottersbach auf und lebt nach wie vor in seinem Heimatort. Er und seine Freundin Viktoria Platzer sind Eltern einer Tochter.

## Persönliche Bestzeiten
- 1500 m Bahn: 3:57,83 min (Wien Dusika 14)
- 3000 m Bahn: 8:29,19 min (Linz Gugl Arena 12)
- 5000 m Straße: 14:38 min (WM Daegu/KOR 10)
- 5000 m Bahn: 14:45,62 min (Regensburg Bahn 10)
- 10.000 m Straße: 30:55 min (Wien Prater Straßenlauf 10)
- 10.000 m Bahn: 31:30 min (Villach Bahn 13)
- Halbmarathon: 1:07:43 h (Berlin 13)